# Síndrome extrapiramidal
La síndrome extrapiramidal (SEP) són signes i símptomes que estan arquetípicament associats amb el sistema extrapiramidal de l'escorça cerebral. Quan aquests símptomes són causats per medicaments (com ara antipsicòtics) o drogues, també es coneixen com a efectes secundaris extrapiramidals (ESEP). Els símptomes poden ser aguts (a curt termini) o crònics (a llarg termini). Inclouen trastorn del moviment com ara distonia (espasmes i contraccions musculars contínues), acatísia (pot manifestar-se com a inquietud motora), parkinsonisme amb símptomes característics com ara rigidesa, bradicinèsia (lentitud del moviment), tremolor i discinèsia tardana (moviments irregulars i bruscos).